# Françoise Giroud
Pour les articles homonymes, voir Giroud.
Léa France Gourdji, dite Françoise Giroud, née le 21 septembre 1916 à Lausanne en Suisse et morte le 19 janvier 2003 à Neuilly-sur-Seine, est une journaliste, écrivaine et femme politique française.
Son pseudonyme de Françoise « Giroud », quasi anagramme de Gourdji que lui avait inventé Maurice Diamant-Berger pour travailler à la radio vers 1938, devient officiellement son nom par un décret paru au Journal officiel le 12 juillet 1964.
Vice-présidente du Parti radical et de l'UDF, elle est deux fois secrétaire d’État et est une personnalité majeure de la presse française.

## Biographie
Françoise Giroud, qui s'appelle dans l'enfance Léa France Gourdji, est issue d'une famille juive séfarade. D'abord prénommée usuellement France, elle est la fille de Salih Gourdji,, directeur de l'Agence télégraphique ottomane à Constantinople puis du journal La Turquie nouvelle à Paris, et d'Elda Faraggi (1882-1959), tous deux « Israélites de l'Empire ottoman ». Elle naît à Lausanne, au no 53 avenue de Rumine, mais ne l'a jamais su, ses papiers de naturalisation mentionnant Genève comme ville de naissance. En 2016, à l'occasion du centième anniversaire de sa naissance, une plaque commémorative est apposée sur la façade de son immeuble.
Son père, né à Constantinople, épouse Elda Faraggi, de Thessalonique (Grèce), fille d'un médecin-major, colonel dans l'armée turque, après des études de droit à Paris. Mais Salih Gourdji meurt précocement de la syphilis, le 9 février 1927, à Ville-Évrard (aujourd'hui, Neuilly-sur-Marne), laissant sa femme et ses deux filles dans de graves difficultés financières.
Élève au lycée Molière (Paris), Léa France Gourdji quitte l'école à l'âge de quatorze ans pour travailler. Après une formation de deux mois à l'école Remington, elle obtient un diplôme de dactylographe, munie de ce diplôme, elle trouve un emploi dans une librairie du boulevard Raspail à Paris, où elle est chargée de la rédaction du courrier et de la vente quand son employeur est absent,. En 1932, Marc Allégret (1900-1973), qui l'avait connue enfant, entre dans la librairie où elle travaille et l'incite à venir travailler avec lui dans le cinéma.

### Cinéma et débuts de journaliste
Grâce à Marc Allégret, elle devient un temps l'assistante occasionnelle d'André Gide et commence une carrière dans le cinéma à Paris (en 1932, scripte du film Fanny de Marc Allégret). Dès 1935, sous le nom de France Gourdji, elle apparaît au générique du film Baccara d'Yves Mirande. Elle devient la première femme scripte du cinéma français auprès de Marc Allégret dont elle tombe amoureuse alors que celui-ci entretient une relation avec l'actrice Simone Simon, de Jean Renoir dont elle est l'assistante-metteur en scène à partir de 1937 (le nom de Gourdji apparaît au générique de La Grande Illusion en tant que script girl), puis de Jacques Becker dont elle est co-scénariste puis scénariste sous le nom de Françoise Giroud. Ces différents métiers lui font découvrir son talent pour l’écriture.
Pendant l'exode en 1940, elle part en voiture rejoindre sa famille à Clermont-Ferrand où réside sa sœur, Djénane (1910-1969). Djénane, dite « Douce », est l’épouse de Jean Chappat, mort à son retour des camps de concentration de Ravensbrück et de Flossenbürg. 
Peu de temps après, Françoise Giroud retourne travailler pour le cinéma à Nice puis à Paris. Le 15 juin 1942, elle obtient son autorisation de travailler à l'Institut des hautes études du cinéma (IDHEC). Baptisée avec sa mère, le 23 avril 1942, à l'église de Montcombroux-Vieux-Bourg (Allier), par le curé Bardet, qui antidate leurs certificats à 1917, elle obtient un permis de travail (COIC) sous son pseudonyme professionnel de Françoise Giroud, se déclarant catholique. Elle écrit également des contes dans Paris-Soir, dont la rédaction principale est installée à Lyon, et des chansons, comme Le Charme slave, pour Andrex.
Françoise Giroud est, selon ses propres dires, un modeste agent de liaison dans la Résistance pendant la guerre. Elle est arrêtée par la Gestapo sur dénonciation et incarcérée à Fresnes de mars à juin 1944, date à laquelle un collaborateur, Joseph Joanovici, la fait libérer.

### Journalisme

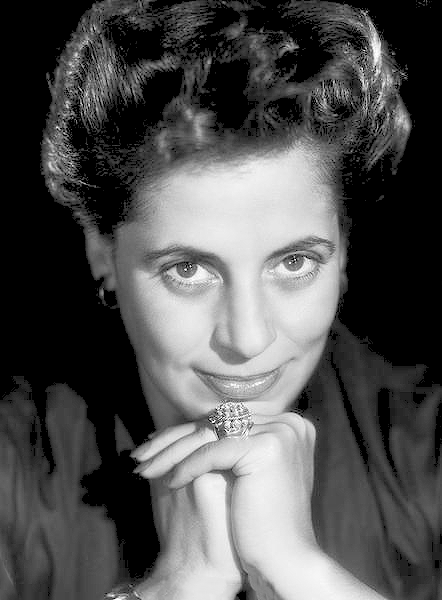
Françoise Giroud en 1951 (Studio Harcourt).

En 1943, elle écrit dans Le Pont, périodique allemand édité en français créé par la Propagandastaffel en 1940. Au sortir de la guerre, elle est engagée par Hélène Lazareff comme directrice de la rédaction du nouveau magazine Elle qui se veut moderne et féministe. Elle écrit également des portraits dans France Dimanche, l'Intransigeant et France-Soir. En 1953, elle fonde L'Express avec son amant Jean-Jacques Servan-Schreiber, sur des positions opposées à la guerre d'Indochine puis d'Algérie, ce qui lui vaut le plasticage de son appartement en 1962. Elle reste à la tête de l'hebdomadaire jusqu'en 1974 comme directrice de la rédaction, puis de la publication, et enfin présidente du groupe Express-Union entre 1970 et 1974. Elle intervient à la télévision dans l'émission Italiques en novembre 1971 sur le féminisme à propos de Kate Millett, Germaine Greer et Norman Mailer, en mars 1972 sur l'œuvre de Bertrand de Jouvenel défendue par Raymond Aron et en novembre 1972 pour présenter son livre Si je mens. Françoise Giroud publie en parallèle plusieurs essais dont La Nouvelle Vague, portrait de la jeunesse, en 1958, créant une expression qui qualifie par la suite les cinéastes issus des Cahiers du cinéma (voir Nouvelle Vague).

### Politique
Bien qu'ayant appelé à voter pour François Mitterrand, elle est nommée par le président de la République, Valéry Giscard d'Estaing, secrétaire d'État chargée de la Condition féminine auprès du Premier ministre, Jacques Chirac, de juillet 1974 à août 1976. S'appuyant sur des groupes de travail thématiques créés en 1974 (ruralité, discriminations juridiques, emploi, problèmes de couple, sport et place des femmes en politique), elle déclare : « Les femmes sont une catégorie à part et ce qu'il faut arriver à faire justement, c'est qu'elles cessent de l'être ». Elle lance « cent une mesures » en faveur des femmes : mise en place de droits propres, lutte contre les discriminations, ouverture des métiers dits masculins, etc. ; 80 sont retenues par le gouvernement, afin de « conduire progressivement la moitié des Français au niveau de formation, de rétribution, d'intégration à la vie sociale et économique et de responsabilités où se trouve l'autre ». Le secrétariat d'État est cependant doté de moyens limités et peine à faire aboutir ses projets, par manque de coordination avec les autres ministères. Par ailleurs, elle sait que ce travail ne portera ses fruits que sur le long terme et répond ainsi en 1975 quand on la questionne sur son bilan : « Il n'y a pas de secrétariat d'État aux miracles ». Une fois les dizaines de mesures programmées, Françoise Giroud considère sa mission terminée et écrit en ce sens au président de la République pour mettre un terme à ses fonctions.
D'août 1976 à mars 1977, elle est secrétaire d'État à la Culture et n'a que le temps d'entériner des décisions prises avant elle : loi sur l'architecture du 31 janvier 1977, création des DRAC.
Candidate aux élections municipales de 1977 dans le 15e arrondissement de Paris à la demande de Valéry Giscard d'Estaing et de Michel d'Ornano, elle est au cœur d'un scandale, dans le contexte de l'affrontement entre les partisans de Giscard d'Estaing et ceux de Jacques Chirac. Le sénateur Maurice Bayrou, compagnon de la Libération, porte plainte contre elle pour port illégal de la médaille de la Résistance. Plusieurs anciens résistants portent également plainte contre elle pour « usurpation de titres », soulignant qu'elle a fait figurer le titre de médaillée de la Résistance sur un certain nombre de documents de propagande électorale, et en particulier sur sa profession de foi. La majorité de ces résistants sont des femmes, comme Marie-Madeleine Fourcade, présidente du Comité d'action de la Résistance. C'est la sœur de Françoise Giroud, Djénane Gourdji, qui a reçu la médaille pour avoir créé et animé un des premiers mouvements de résistance à Clermont-Ferrand en 1941 puis avoir été internée au camp de Ravensbrück. Un décret du 22 septembre 1945 l'atteste. Françoise Giroud affirme d'abord avoir reçu cette médaille en septembre 1945 en même temps que sa sœur, puis, pour sa défense, affirme que, sur la foi de certaines assurances qui lui avaient été données, elle s'était toujours considérée comme effectivement titulaire de cette décoration. Elle est critiquée par le Rassemblement pour la République. Ce scandale entraîne son retrait des élections parisiennes et sa non reconduite au sein du nouveau gouvernement Barre. Le procureur décide de classer l'affaire en janvier 1979, le chancelier de l'ordre de la Libération, président de la commission nationale de la médaille de la Résistance, ayant décidé de ne pas porter plainte, arguant de la bonne foi de Françoise Giroud, même si aucune trace d'un dossier relatif à cette médaille n'existe,,. Marie-Madeleine Fourcade prend acte de la décision du procureur et du « fait capital que [Françoise Giroud] n'a pas été l'objet d'une proposition pour l'attribution de cette distinction », feignant de négliger « toutes autres considérations accessoires et d'ailleurs assorties d'aucune preuve, avancées par Françoise Giroud, pour les besoins de sa défense ». Selon Christine Ockrent et Laure Adler, une lettre reçue par leur mère prouverait que cette médaille aurait été attribuée aux deux sœurs, Françoise ayant rejoint le mouvement de sa sœur en 1944, mais que celle-ci ne serait pas allée la chercher,
Françoise Giroud quitte la politique en 1979 et, inspirée par les ors de la République, écrit La Comédie du pouvoir puis Le Bon Plaisir en 1983, adapté au cinéma. Ce dernier livre, publié aux éditions Mazarine, raconte l'histoire d'un président de la République qui cache l'existence d'un enfant adultérin. Cependant elle a constamment déclaré qu'elle ignorait tout de l'existence de l'enfant caché de François Mitterrand.
Avec des intellectuels français dont Bernard-Henri Lévy, Jacques Attali, Philippe Mahrer, Marek Halter, Alfred Kastler (prix Nobel de physique), Guy Sorman et Robert Sebbag, des médecins, des journalistes et des écrivains, elle fonde, en 1979, l'association Action contre la faim (ACF),.
Elle a été membre du comité d'honneur de l'Association pour le droit de mourir dans la dignité (ADMD).

### Retour à l'écriture
À sa sortie du gouvernement, L'Express vient d'être vendu à James Goldsmith et Raymond Aron, éditorialiste au magazine, s'oppose à sa réintégration. Elle signe des chroniques dans le JDD ; elle en est licenciée pour avoir critiqué la révélation par Paris Match du secret de François Mitterrand et Mazarine Pingeot. En 1983, Jean Daniel lui propose d'être éditorialiste au Nouvel Observateur où elle écrit durant vingt ans des chroniques de télévision. Elle produit également plusieurs émissions de télévision et publie essais, biographies et romans à succès. Elle devient membre du jury du prix Femina en 1992.
Elle a également été membre du comité de parrainage de la Coordination française pour la Décennie pour la paix et la non-violence.
Le 16 janvier 2003, sortant d'une première à l'Opéra-Comique, déjà affaiblie par une chute la semaine précédente, alors que Florence Malraux est partie chercher leur vestiaire, elle tombe la tête la première dans le grand escalier. Le lendemain, elle travaille tout l'après-midi à un livre d'entretiens avec Albina du Boisrouvray. Au soir, elle tombe dans le coma et est transportée à l'hôpital américain de Paris où elle meurt, le 19 janvier 2003, sans avoir repris connaissance. Elle est incinérée le 22 janvier 2003 au crématorium du Père-Lachaise. Selon sa volonté, sa fille Caroline Eliacheff disperse ses cendres sur des rosiers.

### Vie personnelle

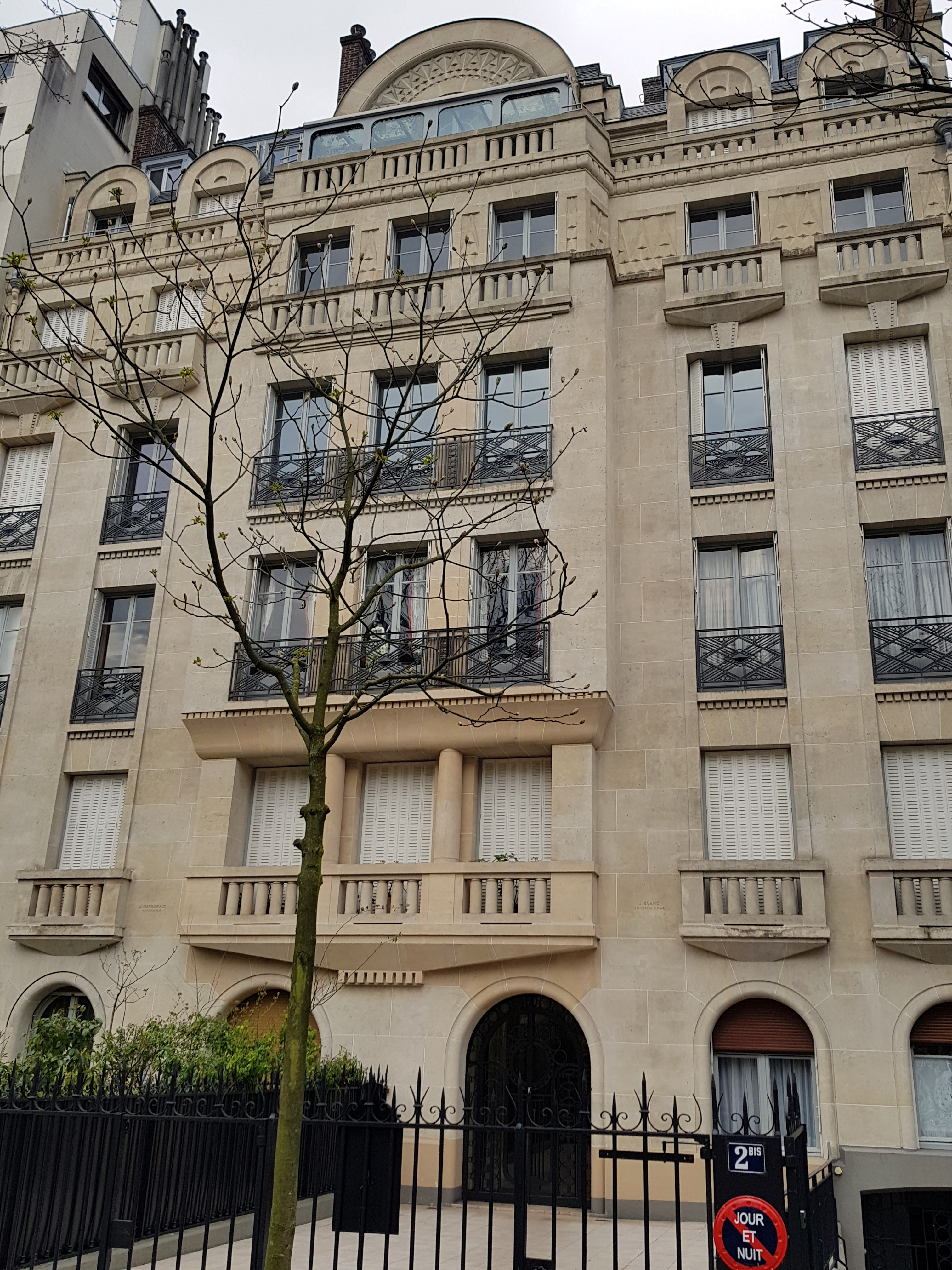
No 2 bis, avenue Raphaël à Paris (16e arrondissement) : immeuble où vécut Françoise Giroud.

Françoise Giroud est la mère de deux enfants. Son aîné est Alain-Pierre Danis, né à Nice le 13 avril 1941, dont elle est enceinte pendant la guerre d'Elie Nahmias, directeur d'une société pétrolière. Elle tente en vain d’avorter et accouche en 1941 de son fils qu'elle fera adopter par Pierre Danis. Alors qu'il venait de terminer ses études de médecine, son fils meurt en faisant du ski hors piste le 5 mars 1972 à Tignes. Elle est aussi la mère de Caroline Eliacheff, née à Boulogne-Billancourt en 1947, de son mariage avec Anatole Eliacheff, producteur de cinéma.
À la fin des années 1950, alors qu'elle attend un enfant de Jean-Jacques Servan-Schreiber, elle doit avorter et développe par la suite une grossesse extra-utérine. Françoise Giroud pense que c'est la stérilité provoquée par cette opération qui fait que Servan-Schreiber se sépare d'elle pour épouser une stagiaire de vingt ans, Sabine Becq de Fouquières, ce qui la pousse à l'envoi de lettres antisémites aux futurs époux et à leurs parents et à une tentative de suicide aux barbituriques en 1960. Cependant, dans son livre Histoire d'une femme libre publié de façon posthume en 2013, elle revient sur ces faits et nie avoir envoyé ces lettres.
À la suite de cette tentative de suicide, elle entame en 1963 auprès de Jacques Lacan une nouvelle phase, beaucoup plus sérieuse et intense, de sa psychanalyse qu'elle évoque dans Arthur ou Le bonheur de vivre et à laquelle elle consacre huit pages dans Leçons particulières. Elle donne comme titre à l'un de ses derniers ouvrages l'aphorisme qui résume le changement de position subjective auquel a abouti cette psychanalyse : « On ne peut pas être heureux tout le temps ».
La mort le 14 janvier 1986 de son dernier compagnon, l'éditeur Alexandre Grall, qu'elle aide à mourir, la fait replonger dans la dépression.

### Rapport à la judéité
Catholique par le jeu des circonstances et athée par conviction, Françoise Giroud nie toute sa vie sa judéité pour respecter une promesse faite à sa mère. Elle ne révèle son origine à son petit-fils Nicolas Hossein, le futur rabbin Aaron Eliacheff, qu'au printemps 1988,. Elle s'explique sur ce sujet dans un roman posthume, Les Taches du léopard, publié en 2003,.

## Décorations et hommages
- Commandeure de la Légion d'honneur
- Commandeure de l'ordre national du Mérite
- Un timbre de 0,80 euro édité en septembre 2016 celèbre le centenaire de sa naissance.
- Le jardin central de la place d'Italie à Paris dans le 13e arrondissement porte le nom de jardin Françoise-Giroud.

## Œuvres

### Publications
- Françoise Giroud vous présente le Tout-Paris, coll. L'Air du temps, Gallimard, 1952. Préface de Marcel Achard
- Nouveaux Portraits. Première édition : Gallimard, 1953. Deuxième édition : Gallimard, coll. « L'Air du temps » no 35, 1954, 287 p. (BNF 32170652)
- La Nouvelle Vague, portraits de la jeunesse, coll. L'Air du temps, Gallimard, 1958
- « L'Aventurier du journalisme » in Entretiens, Roger Vailland, éditions Subervie, 1970
- Si je mens... Conversations avec Claude Glayman, Stock, 1972 (éd. définitive)
- Une poignée d'eau, Robert Laffont, 1973
- La Comédie du Pouvoir, Fayard, 1977
- Ce que je crois, Grasset, 1978
- Une femme honorable, Fayard, 1981 ; biographie de Marie Curie[62]
- Le Bon Plaisir, éditions Mazarine, 1983
- Christian Dior, Éditions du Regard, 360 pages, 500 illustrations  (ISBN 2-903370-32-X) 1987
- Écoutez-moi : Paris-Berlin, aller-retour avec Günter Grass, Maren Sell, 1988
- Alma Mahler, ou l'art d'être aimée, Robert Laffont, 1988
- Leçons particulières, Fayard, 1990
- Jenny Marx ou la Femme du diable, Robert Laffont, 1992, prix Gabrielle-d'Estrées
- Les Hommes et les Femmes, avec Bernard-Henri Lévy, Orban, 1993
- Le Journal d'une Parisienne, Le Seuil, 1994
- Mon très cher amour, Grasset, 1994
- Cœur de tigre, Plon-Fayard, 1995
- Cosima la sublime, Plon-Fayard, 1996
- Chienne d'année : 1995, Journal d'une Parisienne vol. 2, Le Seuil, 1996
- Gais-z-et contents : 1996, Journal d'une Parisienne vol. 3, Le Seuil, 1997
- Arthur ou le bonheur de vivre, Fayard, 1997
- Deux et deux font trois, Grasset, 1998
- Les Françaises, de la Gauloise à la pilule, Fayard, 1999
- La Rumeur du monde, journal 1997 et 1998, Fayard 1999
- C’est arrivé hier. Journal 1999, Fayard, 2000
- Histoires (presque) vraies Fayard, 2000
- Profession journaliste, conversation avec Martine de Rabaudy (voir Martine de Rabaudy), Hachette Littératures, 2001
- On ne peut pas être heureux tout le temps, Fayard, 2001 (autobiographie)
- Lou, histoire d'une femme libre, Fayard, 2002
- Demain déjà, journal 2002-2003, Fayard 2003
- Les Taches du léopard, Fayard, 2003
- Histoire d'une femme libre, Gallimard, 2013

### Textes de chansons
Sur des musiques de Louis Gasté :
- Le Petit Chaperon Rouge, créée par Lisette Jambel (1944)
- Un par un vont les Indiens, chantée par Lisette Jambel, Josette Daydé, les Sœurs Étienne (1944)
- Quand Betty fait Boop (paroles écrites en collaboration avec Louis Gasté pour le film Le Roi des resquilleurs), créée par Josette Daydé (1945)
- Ce n'était pas original, chantée par Jacqueline François (1945)

Sur une musique de Georges van Parys, 1944 :
- Il avait le charme slave, chantée par Andrex

Françoise Giroud a aussi composé des chansons pour Danielle Darrieux et Tino Rossi.

### Cinéma

#### Scripte
- 1932 : Fanny de Marc Allégret
- 1932 : Lac aux dames de Marc Allégret
- 1933 : Remous d'Edmond T. Gréville
- 1937 : La Grande Illusion de Jean Renoir

#### Assistante-réalisatrice
- 1934 : Roi de Camargue de Jacques de Baroncelli
- 1935 : Baccara d'Yves Mirande
- 1935 : Le Bébé de l'escadron de René Sti
- 1936 : Sous les yeux d'Occident de Marc Allégret
- 1936 : Aventure à Paris de Marc Allégret
- 1937 : Courrier Sud, de Pierre Billon
- 1937 : Les Rois du sport de Pierre Colombier
- 1937 : Hercule d'Alexander Esway
- 1938 : Barnabé d'Alexandre Esway
- 1938 : Éducation de prince d'Alexander Esway
- 1939 : Narcisse d'Ayres d'Aguiar

#### Scénariste
- 1942 : Promesse à l'inconnue d'André Berthomieu
- 1943 : Le Secret de Madame Clapain d'André Berthomieu
- 1945 : L'Ange qu'on m'a donné de Jean Choux
- 1945 : Marie la Misère de Jacques de Baroncelli
- 1946 : Au petit bonheur de Marcel L'Herbier
- 1946 : Mensonges de Jean Stelli
- 1947 : Fantômas de Jean Sacha
- 1947 : Antoine et Antoinette de Jacques Becker
- 1949 : Ce siècle a cinquante ans
- 1949 : Dernier Amour de Jean Stelli
- 1950 : La Belle que voilà de Jean-Paul Le Chanois
- 1951 : Les Petites Cardinal de Gilles Grangier
- 1952 : L'Amour, Madame de Gilles Grangier
- 1952 : Une fille sur la route de Jean Stelli
- 1953 : Un trésor de femme de Jean Stelli : adaptation et dialogues
- 1953 : Julietta de Marc Allégret
- 1959 : La Loi (La legge) de Jules Dassin
- 1985 : Le Quatrième Pouvoir de Serge Leroy
- 1991 : Marie Curie, une femme honorable (feuilleton TV) de Michel Boisrond

### Filmographie
- 2014 : La Loi, téléfilm de Christian Faure, jouée par Laure Killing.
- 1976 : Maso et Miso vont en bateau des Insoumuses : la ministre (utilisation d'extraits d'une émission télévisée sans l'accord de Giroud)